# Alois Brusatti (Historiker)
Alois Brusatti (* 4. März 1919 in Wien; † 1. Oktober 2008) war ein österreichischer Wirtschafts- und Sozialhistoriker. Er gilt als „Vater der historischen Betriebsanalyse“.

## Leben
Brusatti stammte aus einem wohlhabenden, katholisch-konservativen Elternhaus in Baden in der Nähe von Wien. Nach der Reifeprüfung 1937 leistete er das einjährige Freiwilligenjahr im neu entstandenen Bundesheer ab. Aus dem ursprünglich vorgesehenen Jahr wurden durch den Anschluss Österreichs und dem nachfolgend ausbrechenden Zweiten Weltkrieg schließlich sieben Feldjahre, nur unterbrochen durch Kriegsschulzeiten, Lazarettaufenthalten und Kriegsgefangenschaften. Zu 50 % kriegsversehrt kehrte Brusatti als mehrfach ausgezeichneter Hauptmann nach Baden zurück. Ab 1946 studierte er an der Universität Wien Geschichte, Kunstgeschichte, Volkswirtschaft und Philosophie. 1947 heiratete er. Im Juli 1950 wurde er mit einer Arbeit über "Die Reichskreise zur Zeit Maximilians II." zum Dr. phil. promoviert. Aus familiären Gründen arbeitete er anschließend als Industriekaufmann. Erst ab 1955 schlug er eine wissenschaftliche Karriere ein und wurde wissenschaftlicher Assistent an der damaligen Wiener Hochschule für Welthandel. 1961 habilitierte er sich mit der Arbeit "Die Habsburgermonarchie am Vorabend der industriellen Revolution. Studien zur Wirtschafts- und Sozialgeschichte Österreichs in der ersten Hälfte des 19. Jahrhunderts." 1965 wurde er zum Extraordinarius und 1969 zum Ordinarius für Wirtschafts- und Sozialgeschichte berufen. Im akademischen Jahr 1972/73 wurde er zum Prorektor und anschließend 1975 bis einschließlich 1981 zum Rektor der Wirtschaftsuniversität Wien gewählt. In sein Rektorat fielen die Umwandlung der Hochschule für Welthandel in eine Wirtschaftsuniversität, die Studienreform und die Planung des Neubaus des Hauptgebäudes in Wien-Währing. 1989 wurde er schließlich emeritiert.
Der Vater zweier Söhne war politisch aktiv und war unter anderem Mitglied der parlamentarischen Ausschüsse für Hochschulpolitik und Entwicklungsfragen, Vizepräsident des Donaueuropäischen Instituts und des Lateinamerika-Instituts, langjähriger Geschäftsführer des Kardinal-Innitzer-Fonds zur Förderung der Wissenschaften, Vorsitzender des Vereins der wissenschaftlichen Forschung auf dem Gebiete der Unternehmerbiographie und Firmengeschichte, Vorsitzender des Vereins für wirtschaftliche Zeitgeschichte, Mitglied des Rotary Clubs Baden und Mitinitiator des Projektes Baden 2002.
Brusatti verfasste rund 20 Bücher und viele Artikel zur Wirtschafts- und Sozialgeschichte, zur historischen Betriebsanalyse und zur Wirtschafts- und Sozialpolitik.

## Schriften
- Österreichische Wirtschaftspolitik vom Josephinismus bis zum Ständestaat, 1965
- Wirtschafts- und Sozialgeschichte des industriellen Zeitalters, 1967
- 100 Jahre österreichischer Fremdenverkehr, 1984
- J. Raab, eine Biographie, 1986 (Hrsg.)

## Auszeichnungen
- 1981 Wissenschaftspreis des Landes Niederösterreich
- 1982 Großes Goldenes Ehrenzeichen für Verdienste um die Republik Österreich[2]
- Österreichisches Ehrenkreuz für Wissenschaft und Kunst I. Klasse
- Goldenes Komturkreuz des Ehrenzeichens für Verdienste um das Bundesland Niederösterreich
- Komturkreuz des Silvesterordens mit Stern
- Leopold-Kunschak-Preis
- Ehrennadel der Stadtgemeinde Baden in Gold
- Kulturpreis (in der Sparte Wissenschaft) der Stadtgemeinde Baden